# Pòlip de la vesícula biliar
Els pòlips de la vesícula biliar són creixements o acumulacions anormals i elevades de membrana mucosa a la paret interna de la vesícula biliar. Acostumen a ser una troballa mèdica incidental, asimptomàtica i de naturalesa benigna. En alguns casos poden provocar símptomes inespecífics similars als d'una colecistitis no complicada, com ara nàusees, molèsties en el quadrant abdominal superior dret i inapetència alimentària. Només un 5 per cent, habitualment solitaris i de ≥ 1 cm de diàmetre, evoluciona cap a la malignització. Els principals tipus de tumors poliposos de la vesícula biliar són els pòlips de colesterol, els de la displàsia fibrosa colestàsica de la vesícula biliar, els adenomatosos, els de la colecistitis hiperplàstica o xantogranulomatosa i els adenocarcinomatosos. La síndrome hipereosinofílica i l'esquistosomosi rarament causen pòlips vesiculars.
El mètode diagnòstic d'aquests pòlips més comú és l'ultrasonografia, una prova amb gran sensibilitat i especificitat per avaluar acuradament les lesions vesiculars i que evita intervencions quirúrgiques no necessàries. Excepcionalment, les característiques ecogràfiques d'un pòlip hiperplàstic poden ser similars a les d'un carcinoma de la vesícula biliar.
És recomanable l'extirpació quirúrgica de la vesícula quan la mida dels pòlips supera el centímetre, hi ha una elevació del CA 19-9 en sang, són sèssils i de ràpid creixement o el pacient té més de 60 anys. També es pot aconsellar en casos que presenten una simptomatologia important i persistent, sense evidències d'una causa alternativa no vesicular que la justifiqui després d'efectuar els exàmens mèdics adequats. El procediment més indicat per fer-ho és la colecistectomia laparoscòpica, una tècnica eficaç per prevenir el càncer vesicular i que té molt poques complicacions postoperatòries.
Les lesions poliposes de la vesícula biliar afecten aproximadament al 5 per cent de la població adulta. A banda de la influència dels factors de risc d'índole metabòlica, en especial els relacionats amb l'excés de lípids en sang, les seves causes són incertes; però existeixen diverses malalties que s'associen amb la formació de pòlips hepatobiliars i que poden estar implicades en la gènesi de determinats casos d'aquest trastorn vesicular, com la poliposi adenomatosa familiar i la síndrome de Gardner, la síndrome de Peutz-Jeghers o l'hepatitis B.